# Guadalhorce
Il Guadalhorce è un fiume della Spagna che sfocia nel Mar Mediterraneo nelle vicinanze di Malaga. Si tratta del fiume più lungo e di maggior portata (8 m³/s) della provincia di Malaga e in generale del bacino idrografico sudorientale della Spagna. Al pari di molti corsi d'acqua della Spagna del sud, il Guadalhorce deve la prima parte del suo nome alla parola araba wādī ("fiume"), unita in questo caso alla parola latina forfex ("forbice").

## Corso
Il fiume nasce nei pressi del valico denominato puerto de los Alazores nella Sierra de San Jorge, al confine tra le province di Malaga e Granada, lungo lo spartiacque tra i bacini idrografici atlantico e mediterraneo.
Lungo il suo corso, che si sviluppa a semicerchio per una lunghezza di 166 km, il Guadalhorce scorre a lato della coppia di montagne denominata Enamorados e percorre la pianura di Antequera per poi formare un grande invaso artificiale, dove riceve le acque del tributario Guadalteba. L'invaso, denominato embalse del Guadalteba-Guadalhorce, rifornisce Malaga di acqua ed energia idroelettrica grazie alle quattro centrali di Gobantes, Paredones, Gaitanejo e del Chorro che sorgono lungo le sue sponde. Superato questo si insinua nel desfiladero de los Gaitanes (o garganta del Chorro), una gola naturale lunga 7 km che delimita la conca di Antequera e che attualmente costituisce un'area protetta.
Nel suo corso inferiore il fiume attraversa la Valle del Guadalhorce (costituito in comarca) e, passando per Álora, giunge alla piana di Malaga, per sfociare infine nel Mar Mediterraneo circa 5 km ad ovest del capoluogo provinciale. La bipartizione del fiume presso la foce, frutto di recenti interventi, ha la duplice funzione di delimitare una zona umida protetta destinata agli uccelli migratori e allo stesso tempo di scongiurare le frequenti inondazioni che in passato hanno sconvolto la città (da ultimo nel novembre 1989). Nei pressi della foce è pure situato il depuratore di Malaga.
La valle del Guadalhorce, che per la sua impervia natura non ha mai favorito le comunicazioni stradali, è invece percorsa dalla nuovissima tratta Antequera-Malaga del treno ad alta velocità spagnolo, l'AVE. L'inaugurazione della tratta è avvenuta il 23 dicembre 2007.
I comuni attraversati dal fiume sono Villanueva del Trabuco, Villanueva del Rosario, Antequera, Archidona, Campillos, Ardales, Álora, Pizarra, Cártama, Malaga e Alhaurín de la Torre.

### Schema del corso
| Sponda sinistra           | Sponda sinistra | Sponda sinistra             | Sponda destra          | Sponda destra | Sponda destra                              |
| Affluenti                 | Div. amm.       | Comuni                      | Comuni                 | Div. amm.     | Affluenti                                  |
| ------------------------- | --------------- | --------------------------- | ---------------------- | ------------- | ------------------------------------------ |
|                           | Malaga          | Villanueva del Trabuco      | Villanueva del Trabuco | Malaga        |                                            |
| Villanueva del Rosario    | Malaga          |                             |                        | Malaga        |                                            |
| Antequera                 | Malaga          | Villanueva del Rosario      |                        | Malaga        |                                            |
| Antequera                 | Malaga          | Archidona                   |                        | Malaga        |                                            |
| Archidona                 | Archidona       | Arroyo Marín                |                        | Malaga        |                                            |
| Antequera                 | Antequera       | Río de la Laguna de Herrera |                        | Malaga        |                                            |
| Campillos                 | Campillos       | Guadalteba                  |                        | Malaga        |                                            |
| Ardales                   | Ardales         | Turón                       |                        | Malaga        |                                            |
| Antequera                 | Malaga          | Ardales                     |                        | Malaga        |                                            |
| Álora                     | Malaga          | Ardales                     |                        | Malaga        |                                            |
| Arroyo del Ancón          | Malaga          | Álora                       | Álora                  | Malaga        |                                            |
|                           | Malaga          | Pizarra                     | Pizarra                | Malaga        | Arroyo de las Cañas Arroyo de Casarabonela |
| Pizarra                   | Malaga          | Cártama                     | Río Grande             | Malaga        |                                            |
| Cártama                   | Malaga          |                             |                        | Malaga        |                                            |
| Malaga                    | Malaga          | Cártama                     |                        | Malaga        |                                            |
| Malaga                    | Malaga          | Campanillas                 | Alhaurín de la Torre   | Malaga        |                                            |
|                           | Malaga          | Malaga                      |                        | Malaga        |                                            |
| Foce nel Mar Mediterraneo |                 |                             |                        |               |                                            |